# NGC 4872
NGC 4872 este o galaxie activă situată în constelația Părul Berenicei. A fost descoperită în 11 aprilie 1785 de către William Herschel. Se află la o distanță de 96,83 de megaparseci de Pământ.